# 14155 Сібронен
14155 Сібронен (14155 Cibronen) — астероїд головного поясу, відкритий 26 вересня 1998 року.
Тіссеранів параметр щодо Юпітера — 3,608.